# Otto Frömmel
Otto Frömmel (* 2. November 1873 in Berlin; † 31. Mai 1940 ebenda) war ein deutscher Kinderbuchautor.

## Leben und Wirken
Frömmel war in seiner Heimatstadt Berlin als Buchhändler tätig. In Erinnerung an seine eigene Kinderzeit und insbesondere angeregt durch die von Berliner Kindern gehörten lautmalerischen Glockenverse widmete er sich intensiv der Sammlung von Kinderreimen. Mit der Publikation seiner Sammlungsergebnisse wandte er sich an Kinder und Erwachsene und wollte damit zugleich auch das allgemeine „Verständnis für die Volkskunde“ wecken. Seine Sammlung enthält u. a. frühe Belege für das bekannte Kinderlied Hänschen klein und den Kinderreim Finster war’s, der Mond schien helle. Eine angekündigte weitere „Sammlung von Redensarten, Volksbräuchen und dergleichen“ kam nicht mehr zur Ausführung.
Seine letzte Ruhestätte fand er auf dem Südwestkirchhof Stahnsdorf.

## Schriften
- Kinder-Reime. Lieder und Spiele, Heft 1, Leipzig 1899; Heft 2, Leipzig 1900; ND 1989 (archive.org)
- Deutsche Rätsel, Leipzig 1902 (archive.org)
- Sprechsaal: Freiheit des Willens und Handelns beim Kinde. In: Pädagogisches Archiv. Zeitschrift für Erziehung, Unterricht und Wissenschaft, Band 48, 1906, Heft 12, S. 721–722 (Textarchiv – Internet Archive).